# Pattinaggio di velocità ai I Giochi olimpici invernali - 10000 m maschile
La competizione dei 10000 metri di pattinaggio di velocità dei I Giochi olimpici invernali si è svolta il giorno 26 gennaio 1924 a Chamonix.

## Risultati
| Pos.    | Concorrente      | Nazione     | Tempo   |
| ------- | ---------------- | ----------- | ------- |
| Oro     | Julius Skutnabb  | Finlandia   | 18'04"8 |
| Argento | Clas Thunberg    | Finlandia   | 18'07"8 |
| Bronzo  | Roald Larsen     | Norvegia    | 18'12"2 |
| 4       | Frithjof Paulsen | Norvegia    | 18'13"0 |
| 5       | Harald Strøm     | Norvegia    | 18'18"6 |
| 6       | Sigurd Moen      | Norvegia    | 18'19"0 |
| 7       | Léonhard Quaglia | Francia     | 18'25"0 |
| 8       | Valentine Bialas | Stati Uniti | 18'34"0 |
| 9       | Richard Donovan  | Stati Uniti | 18'57"0 |
| 10      | Asser Wallenius  | Finlandia   | 19'03"8 |
| 11      | Alberts Rumba    | Lettonia    | 19'14"6 |
| 12      | Joe Moore        | Stati Uniti | 19'36"2 |
| 13      | Harry Kaskey     | Stati Uniti | 19'45"2 |
| 14      | Leon Jucewicz    | Polonia     | 20'40"8 |
| 15      | André Gegout     | Francia     | 21'03"4 |
| -       | George de Wilde  | Francia     | DNF     |